# ロサンゼルス・レイカーズ
ロサンゼルス・レイカーズ（Los Angeles Lakers）は、アメリカ合衆国・カリフォルニア州ロサンゼルスに本拠を置く全米プロバスケットボール協会（NBA）のチーム。ウェスタン・カンファレンス、パシフィック・ディビジョンに所属。NBAの歴史の中で最も成功したチームの1つであり、ボストン・セルティックス(18回)に次ぐ歴代2位の17回のNBAチャンピオン、および1回のNBLチャンピオンを獲得している。その他に1回のマクドナルド選手権優勝、NBAカップ優勝がある。
1947年にナショナル・バスケットボール・リーグ (NBL) のデトロイト・ジェムズという解散したチームを買収したことから始まり、新チームはミネソタ州ミネアポリスに本拠地を置き、ミネアポリス・レイカーズと命名された。当初はNBLに所属していたが、1948年にNBLファイナルを制覇した後、当時ライバルリーグであったBAAに加盟し、スター選手のジョージ・マイカンを中心に5度の優勝を果たした。
1960年代はエルジン・ベイラーとジェリー・ウェストを中心としたチームでNBAファイナルに6回進出したが、ボストン・セルティックスに6回とも敗北し、これにより長年にわたるセルティックスとのライバル関係が始まった。1968年に4度のシーズンMVPを受賞しているウィルト・チェンバレンを獲得、新しいヘッドコーチとしてビル・シャーマンを採用し、1972年に6回目となるNBAチャンピオンを制覇した。ウェストとチェンバレンの引退後、チームはカリーム・アブドゥル＝ジャバーを獲得した。ジャバーは在籍中にシーズンMVPを複数回受賞したが、1970年代後半はファイナルに進出できなかった。しかし、1979年にフランチャイズに新たな黄金時代をもたらす2つの大きな変化が訪れた。1つ目はジェリー・バスがレイカーズを買収し、チームのオーナーとして、バスケットボールの試合はスポーツイベントとという概念を排除し、エンターテインメントの見世物として捉えるというビジョンを打ち出した。2つ目は、1979年のNBAドラフトでシドニー・モンクリーフではなくマジック・ジョンソンを全体1位で指名したことが始まりだった。
ジョンソンとジャバーのコンビが誕生し、レイカーズは黄金時代を迎えた。1981年にパット・ライリーがヘッドコーチに就任し、1982年のNBAドラフトでジェームズ・ウォージーが加わり、1980年代はNBAの強豪チームとして確立された。ジョンソンのファストブレイク、トランジションオフェンスから、「ショータイム・レイカーズ」の愛称で呼ばれるようになった。9年間で5度の優勝を果たし、その中には宿敵セルティックスとのファイナルでの対決も含まれていた。
ジャバーとマジックが引退した後、1990年代初頭は低迷していたが、1996年にシャキール・オニールとコービー・ブライアントを獲得した。ヘッドコーチには1990年代に6回の優勝(その内2回のスリーピート)を成し遂げたフィル・ジャクソンが就任し、シャックとコービーのダイナミックデュオを擁し、チームは2000年から2002年にかけてフランチャイズ史上2回目となる3連覇を達成した。また、2009年と2010年には2連覇を達成した。しかしその後10年間チームは低迷し続けることとなったが、2018-19シーズンよりレブロン・ジェームズを獲得した事により名門復活を掲げ、2019年にはアンソニー・デイビスを獲得し、2020年に優勝を果たした。

## 概要
NBAの前身であるNBL時代から存在し、多くのスター選手を輩出してきた古豪球団であり、東海岸のボストン・セルティックスに対して、西海岸きっての名門チーム。ビックマーケットのロサンゼルスに位置してることから、人気度と知名度が高く、著名人のレイカーズファンが多いことでも知られている。
チーム愛称の「レイカーズ」はミネアポリス時代に名付けられたもので、ミネアポリスの愛称が "City of Lakes" （湖の街）であることに由来する。ミネソタ州には面積10エーカー以上の湖が11,842もあり、うち22がミネアポリス市域にある。
同じロサンゼルスに本拠地を置くNBAチームのロサンゼルス・クリッパーズとWNBAのロサンゼルス・スパークス、NHLのロサンゼルス・キングスのホームアリーナであるクリプト・ドットコム・アリーナを共同で使用している。
1971-72シーズンにおいて、北米4大プロスポーツリーグの中でも最長となる33連勝という記録を保持している。現在、レイカーズに在籍したことがある26人の選手と4人のヘッドコーチが殿堂入りとなっており、王朝時代を築いた4人の選手（ジャバー、マジック、シャック、コービー）らのレイカーズ在籍時に獲得したシーズンMVPは計8個である。
経済誌『フォーブス』によると、2021年のレイカーズの資産価値は推定46億ドルと算出しており、NBAチームの中ではニューヨーク・ニックス(50億ドル)、ゴールデンステート・ウォリアーズ(47億ドル)に次ぐ3位、全世界のスポーツチームの中では7位と格付されている。

## 歴史

### 1947–1958：始まりとミネアポリス王朝
1946年、デトロイト・ジェムズとして創設され、NBLに加盟。4勝40敗と惨憺たる結果に終わり（ジェムズの勝敗は通算勝敗に数えない）、1947年にはミネアポリスへ移転し、ミネアポリス・レイカーズと改称した。前年、デトロイト・ジェムズがリーグ最低の成績に終わっていたため、後に偉大なセンターとなるジョージ・マイカンをドラフトで獲得した。1948年、所属していたNBLとBAAが合併、NBAが結成される。
ジョン・クンドラに率いられたチームは後に殿堂入りしたヴァーン・ミッケルセン、ジム・ポラード、クライド・ラブレットらを擁し1952年から1954年までの3連覇を含み、1949年、50年にも優勝、6年間で5回優勝と黄金時代を築いた。

### 1958–1968：ロサンゼルスへ移転、セルティックスとのライバル関係
米国でツインシティーズと言えば一般的にミネアポリスとセントポールを指すほどであるにもかかわらず、ミネアポリス・セントポール都市圏においてミネアポリスを名乗ったレイカーズはセントポールのファン獲得に失敗した。強豪チームでありながら人気の伸びに限界を感じたオーナーのボブ・ショートは、1960-61シーズン前にチームをロサンゼルスへ移転させ、ロサンゼルス・レイカーズと改称し、NBA初の西海岸のチームとなった。なお、この「失敗」以降、ミネアポリス・セントポール都市圏に本拠地を置いた北米4大プロスポーツリーグのチームは、ミネソタ・ツインズ（MLB、1961年 -）、ミネソタ・バイキングス（NFL、1961年 -）、ミネソタ・ノーススターズ（NHL、1967年 - 1993年、現在のダラス・スターズ）、ミネソタ・ティンバーウルブズ（NBA、1989年 -）、ミネソタ・ワイルド（NHL、2000年 -）と、いずれも州名のミネソタを名乗っている。
1960年代は殿堂入りしたエルジン・ベイラー、ジェリー・ウェスト、ゲイル・グッドリッチそしてウィルト・チェンバレンを擁したが豊富なタレントにもかかわらず8年間のうち、6度もボストン・セルティックスを破ることができずに優勝することが出来なかった。
セルティックスのビル・ラッセルが引退するとNBAは新時代を迎えニューヨーク・ニックスが台頭しレイカーズと3回NBAファイナルで激突した。1960年代のライバルがセルティックスなら1970年代のライバルはニックスとなった。1970年にニックスとファイナルで対戦したが敗退する。1972年にベイラーが怪我が元で引退をするとチームの結束力は高まり、ビル・シャーマンヘッドコーチのもとでアメリカのプロスポーツチーム最多連勝記録33連勝を記録しファイナルでニックスを破り久々に優勝した。これはロサンゼルスにもたらされた最初のチャンピオンシップとなった。その後、チェンバレンやウェストなど主力選手が引退し世代交代していく。トレードでカリーム・アブドゥル＝ジャバーを獲得したが見返りに有能な選手を放出したためしばらくは優勝できなかった。

### 1979–1991：「ショータイム」

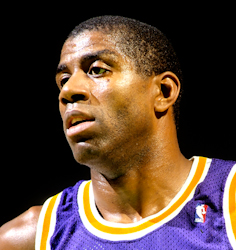
マジック・ジョンソンとアブドゥル＝ジャバーらの「ショータイム」によりレイカーズを1980年代に5つのNBAタイトルに導いた。

1979年にマジック・ジョンソンが入団してから黄金時代を築く。
1979-80シーズンのNBAファイナルでフィラデルフィア・76ersを破り、ジョンソンは新人ながらファイナルMVPを受賞した。ジョンソンはジャバーが欠場した試合で42得点、15リバウンド、7アシストを記録してシリーズを制した。
1982年にはジェリー・ウェストがジェネラルマネージャーに就任、ジェームズ・ウォージーをドラフト1位で獲得し、ジョンソンを中心とした華やかな速攻からチームは「ショータイム」と呼ばれた。1980年代には元レイカーズの選手のパット・ライリー率いるレイカーズは10年間のうち、8回ファイナルに進出し、そのうち5度優勝した。1987年、88年の連覇は1969年のボストン・セルティックス以来であった。この間、ラリー・バード擁するボストン・セルティックスと3回対戦、そのうち2回優勝、ジュリアス・アービング擁するフィラデルフィア・セブンティシクサーズとは3回対戦して2回優勝している。

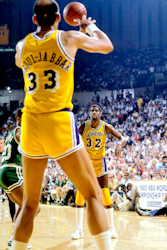
1985年のNBAファイナルにおけるマジック・ジョンソンとジャバー。

特に1987年のチームはボストン・セルティックスを倒しNBA歴代最高のチームに選ばれた。1988年、89年のファイナルではアイザイア・トーマスを中心としたバッドボーイズのデトロイト・ピストンズと2年連続対戦、88年はトーマスの負傷もあって4-3で勝利したが、翌89年は4連敗で敗れた。アブドゥル＝ジャバー、ライリーが去った91年にもファイナルに進出したがマイケル・ジョーダン擁するシカゴ・ブルズに敗れ、ジョンソンはしばらく現役を退いた。その後はウォージーも引退し、1990年代中盤頃にはセドリック・セバロス、ブラデ・ディバッツ、エルデン・キャンベルやニック・バン・エクセル、アンソニー・ピーラー、ジョージ・リンチ、エディー・ジョーンズなど、好選手を多く擁した布陣を敷くが、プレーオフを勝ち抜くには至らなかった。

### 1996-2016：コービー・ブライアントの時代

#### シャック＆コービーの王朝

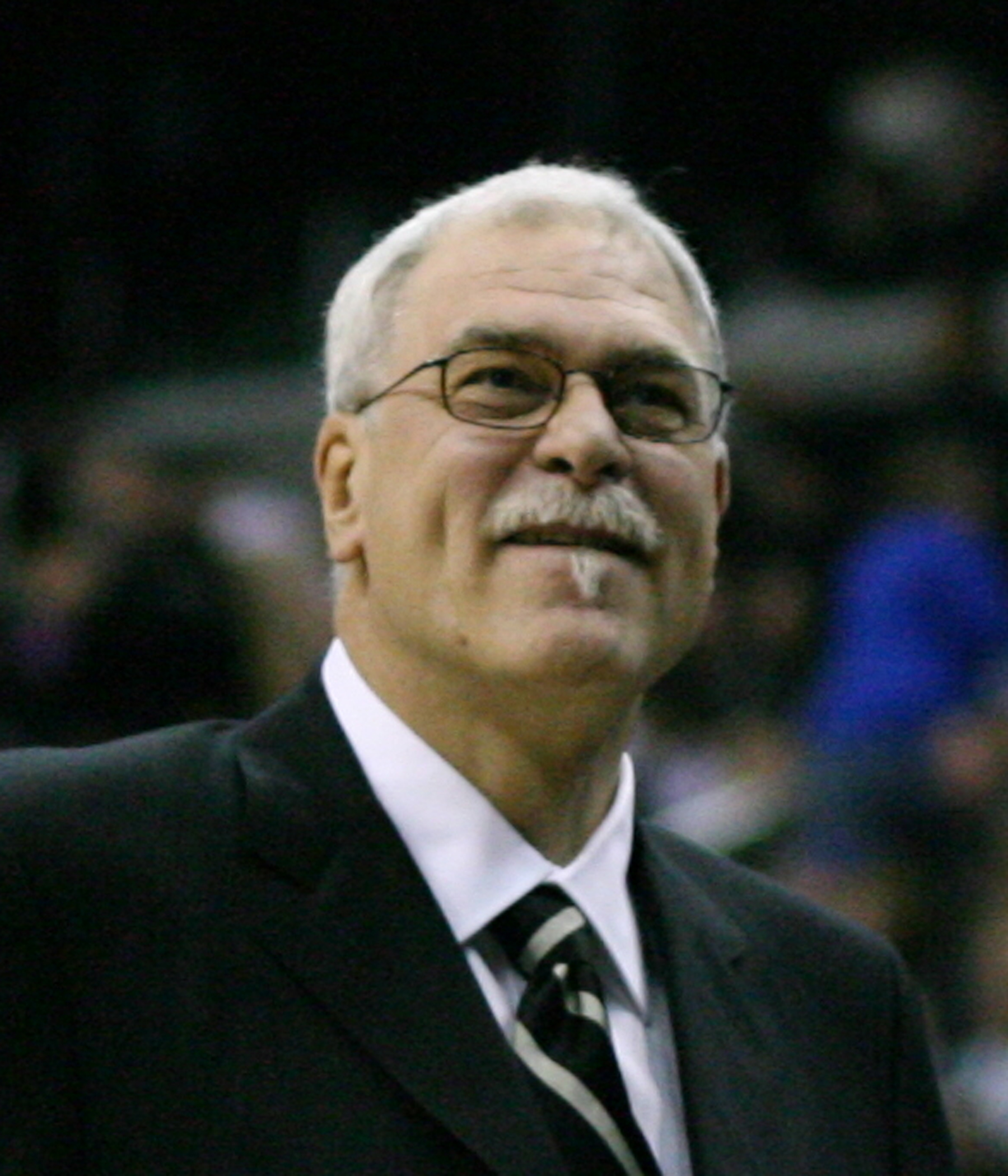
フィル・ジャクソン

1995-96シーズン終了後シャキール・オニールをオーランド・マジックより獲得、シャーロット・ホーネッツが全体13位で指名したコービー・ブライアントを、ベテランセンター・ブラデ・ディバッツとのトレードで獲得、また全体24位でデレック・フィッシャーを獲得すると次第にチーム状態は上向き一躍優勝候補になった。
1999年にフィル・ジャクソンをヘッドコーチに迎え、グレン・ライス、ロン・ハーパー、ホーレス・グラント(デニス・ロッドマンも入っていたが、解雇される。）らベテラン選手を加えたチームは躍進し、レイカーズは2000年、2001年、2002年に3連覇を果たしオニールは3年連続でファイナルMVPを受賞して再び黄金時代を築いた。特に2001年のプレイオフのレイカーズは15勝1敗で過去最高の勝率を記録した。2003年にサンアントニオ・スパーズに敗北し、4連覇の道は閉ざされた。
2003-04シーズン前、勝利位の殿堂入りが確実なスター選手であるカール・マローン、ゲイリー・ペイトンとを加えたことにより「史上最強のチーム」が完成すると見られていた、何とか2004年のファイナルに進出したが、マローンは怪我でコートに立つさえも難しい状態であったこともあり、デトロイト・ピストンズに1勝4敗で敗れた。オニールとコービーは不仲であり（どちらが攻撃の中心となるか、という問題において）、2004年7月にオニールはラマー・オドム、カロン・バトラーとのトレードでマイアミ・ヒートに移籍し、フィル・ジャクソン、デレック・フィッシャー、カール・マローン、ゲイリー・ペイトンもそれぞれチームを去った。リック・フォックスが引退した。

#### コービー&ガソルの時代
2004-05シーズンにプレイオフ出場を逃したが、2005-06シーズンにはフィル・ジャクソンが帰還。アンドリュー・バイナムをドラフト1巡目で獲得した。チームは、フランチャイズ歴代最多記録となる1試合81得点などを記録したコービーを中心に戦ったがウエスト7位に終わり、プレーオフ1回戦でフェニックス・サンズに敗れた。レイカーズが1回戦を勝ち上がっていた場合、同じステイプルズ・センターを本拠地とするロサンゼルス・クリッパーズとの対戦という面白い組み合わせとなるところだった。オニール退団後の数年は、コービーはスコアラーとしての能力を存分に発揮したが、チームとしては低迷していた。
2007-08シーズン、デレック・フィッシャーが4期ぶりに複帰、トレバー・アリーザらを獲得した。冬季トレード市場では、クワミ・ブラウン、ジャバリス・クリッテントンをドラフト指名権とのトレードでメンフィス・グリズリーズから2002年の新人王を受賞したパウ・ガソルを獲得するなど、補強に成功してNBAファイナルにも4年ぶりに進出したが、宿命のライバルであるボストン・セルティックスに2勝4敗で敗れた。
2008-09シーズン、ファイナルでオーランド・マジックを4勝1敗で破って優勝、コービーがファイナルMVPを獲得した。

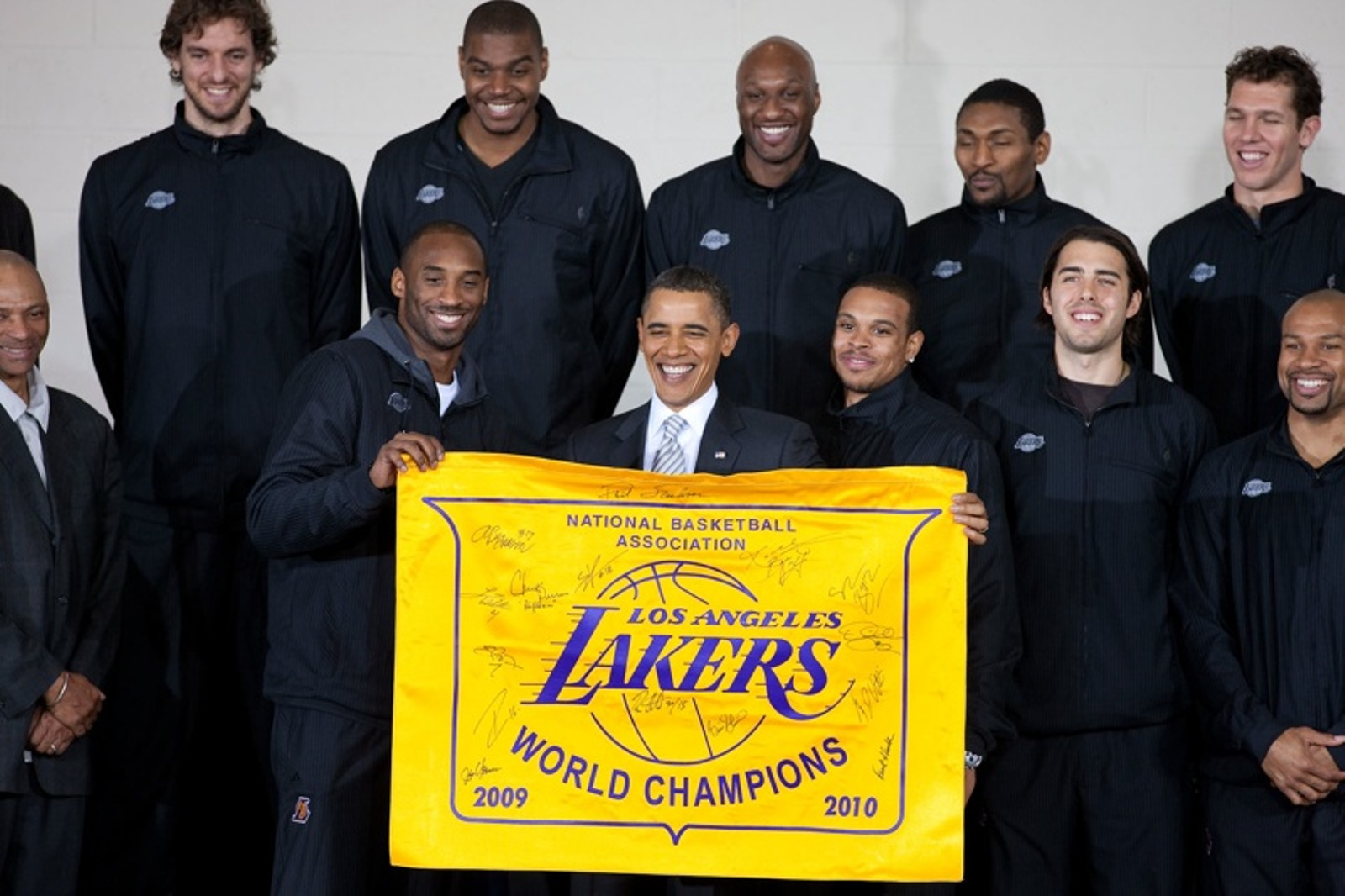
ホワイトハウスに招かれたレイカーズ一同

2009-10シーズン、一昨年敗れた宿敵の相手ボストン・セルティックスをファイナルで破り2連覇を達成。
2010-11シーズンは3連覇を狙ったが、その年のファイナルを制したダラス・マーベリックスにプレーオフセミファイナルでスイープ負けを喫し、不完全燃焼でシーズンを終え、フィル・ジャクソンも退任した。
2011−12シーズン、シーズン途中に長年チームに貢献してきたフィッシャーを放出し、ジョーダン・ヒルを、ルーク・ウォルトンとジェイソン・カポノを放出してレイモン・セッションズを獲得するなどのトレードを行い、昨年の名誉挽回を試みたが、1回戦のデンバー・ナゲッツに予想外に手こずり7戦目でようやく勝利したが、2回戦はオクラホマシティ・サンダー相手に1勝しかできず、セミファイナルで敗退。

#### ナッシュ＆ハワードの獲得、しかし低迷期へ
2012年7月11日にサイン・アンド・トレードでシーズンMVPを2度受賞した経験のあるスティーブ・ナッシュの獲得を発表。ナッシュの前所属であるフェニックス・サンズは2013年と2015年のドラフト1巡目指名権、2014年と2015年のドラフト2巡目指名権、現金300万ドル（約2億4,000万円）をレイカーズから獲得することとなった。さらに当時現役最強のセンターであったドワイト・ハワードもオーランド・マジックから獲得し、3年ぶりの優勝を狙った。しかし、HCのマイク・ブラウンが取り入れた「プリンストン戦略」に選手が上手くハマらずプレシーズンは0勝8敗に終わり、史上初のプレシーズン全敗を記録した。加えてレギュラーシーズン第2戦目でナッシュが当時ルーキーのデイミアン・リラードと衝突、その際に右脚を骨折する重症を負い20試合以上を離脱することになった。結局、第4戦目にしてブラウンが成績不振を理由に解雇され、代わりにナッシュがサンズ時代にHCを勤めていたマイク・ダントーニが就任する。この就任はナッシュがダントーニの得意とするアップテンポなバスケスタイルを理解しており、以前アマーレ・スタウダマイアーと展開したようなピック&ロールがハワードと再現できるとチームが考えていたからとされている。
しかしナッシュが怪我で離脱している間、チームの戦略がブラウンのディフェンシブな物からダントーニの超オフェンシブな物に変わり、チームは混乱に陥った。コービーのもとそこそこ奮闘したが、この方針の急転換に選手がついていけるはずがなく、成績は悲惨なものに。ダントーニの戦略を熟知しているナッシュが怪我から2ヶ月後に復帰した時期には希望が見えかけたが、ピック&ロールをほとんど経験していないハワードにはアマーレのような立ち回りができず、NBAオールスターゲーム前の前半は25勝29敗と勝率5割をきっていた。オールスター後、ダントーニは「チームがプレイオフに行くには20勝8敗が最低条件」と言及。勝率5割をきっていた彼らには高すぎるハードルだった。
ところが、後半戦では快進撃を見せつけ「最低条件」をクリア。プレーオフ圏内の7位に滑り込んだ。しかし、コービーがレギュラーシーズン終了5日前のゴールデンステート・ウォリアーズ戦でアキレス腱を断裂、プレーオフは絶望的になった。
そんな状況で迎えたプレーオフでは、1回戦でサンアントニオ・スパーズと対戦。しかし、多くの選手を怪我で無くしていたチームは機能せず、屈辱のスイープ負け、屈辱のシーズンに幕が降ろされた。シーズン終了後、ハワードはヒューストン・ロケッツへ移籍した。
2013-14シーズンはコービーがわずか6試合、ナッシュが15試合しか出場にできなかったこともあり、ロサンゼルスにフランチャイズ移転以降初めて30勝以下となる、27勝55敗でシーズンを終えた。8シーズン続いていたプレーオフ進出も途切れることとになった。
2014-15シーズンは、ヘッドコーチにチームOBのバイロン・スコットを招聘し、再スタートを切ることになった。しかしガソルがシカゴ・ブルズに移籍するなど暗雲は依然垂れ込めていた。チームはガソルの獲得に伴ってブルズから放出されていたカルロス・ブーザーと契約。更にヒューストン・ロケッツから地元出身のジェレミー・リンを獲得するなど、積極的に動いたが、前シーズンからの悪夢は続く。キャンプ中にニック・ヤングが右手を骨折し、ナッシュが持病の背中痛を悪化させてそのまま引退を表明。更に開幕戦のヒューストン・ロケッツ戦で、ルーキーのジュリアス・ランドルがシーズン絶望となる怪我（右足の骨折）を負ってしまう。そしてコービーも2015年に入って右肩を負傷し手術のためにシーズン残り試合を全休となるなど、ネガティブな要素ばかりが目立ってしまった。スコットHCが掲げていたチームディフェンスの立て直しも当然進まず、結局は前シーズンをも下回る21勝61敗というチームワーストの成績でシーズンを終えた。
2015-16シーズンは開幕直後からコービーが絶不調で、それに引きずられるようにチームも負けを重ねた。11月29日にコービーが引退宣言を行い、レジェンドのファイナル・シーズンにチーム内外から奮起を求められるも、その後もNBAワーストの28連敗中だったフィラデルフィア・76ersに敗れるなど調子は上がらず、2年連続でチームワーストを更新する17勝65敗に留まりウェスタン・カンファレンス最下位でシーズン終了。コービーに花道を飾ることはできなかった。

### 2016-2018：コービー引退後
2016年4月24日、レイカーズはバイロン・スコットの次のシーズンの契約オプションを行使しないことを発表した。4月29日、ルーク・ウォルトンを新ヘッドコーチとして就任した。ウォルトンは当時プレーオフ真っ只中のゴールデンステート・ウォリアーズのアシスタントコーチに就任していたため、ウォリアーズのプレーオフが終了するまで正式にヘッドコーチとして活動できなかった。2016年のNBAドラフトではデューク大学出身のブランドン・イングラムを全体2位で指名した。
2017年2月21日、レイカーズはゼネラルマネージャーのミッチ・クプチャクを解雇し、マジック・ジョンソンをバスケットボール事業の社長に任命した。2017年3月7日、レイカーズはロブ・ペリンカをゼネラルマネージャーとして5年間の契約を結んだ。2017年のNBAドラフトでは昨年と同じ全体2位でロンゾ・ボールを指名した。また、27位でブルックリン・ネッツから指名されたカイル・クーズマをドラフト開催日にブルック・ロペスやデアンジェロ・ラッセルらが絡んだ大型トレードにより権利がレイカーズに移動し獲得した。

### 2018-現在: レブロンの時代

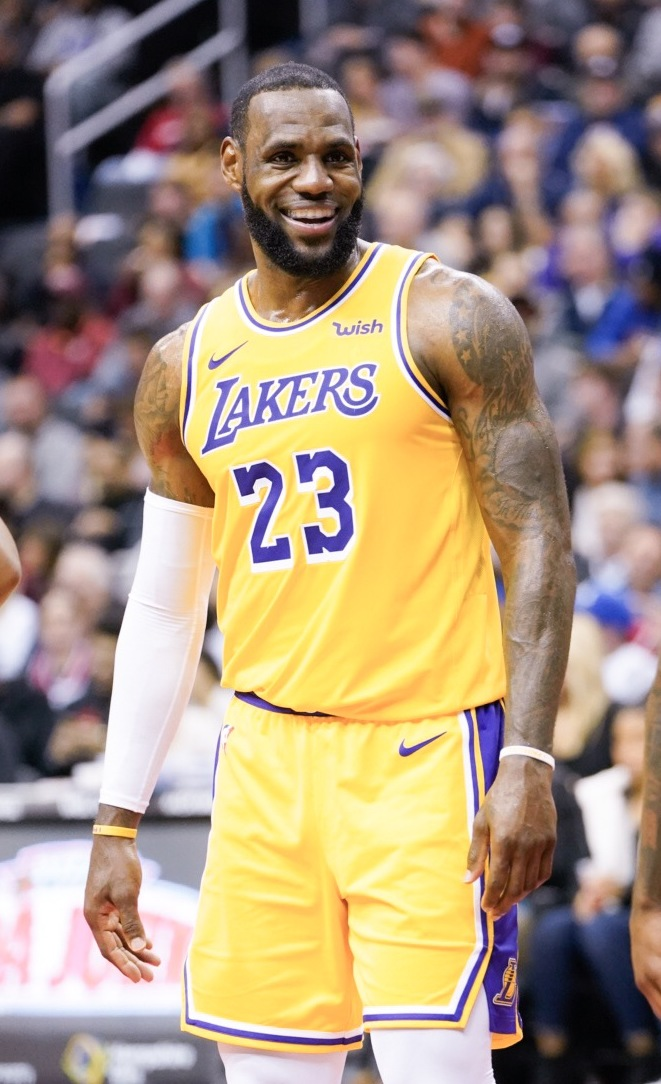
2018年のレブロン・ジェームズ

2018-19シーズン開幕前、FAとなったレブロン・ジェームズをクリーブランド・キャバリアーズから獲得。マジック・ジョンソンGMは、"3年計画"での名門復活を掲げた。
2018-19シーズンは、シーズン中にトレードでアンソニー・デイビスの獲得を狙ったが、対価として放出されそうな若手達が動揺し、チーム内の雰囲気は悪化。結局デイビスの獲得には失敗し、最終成績はレブロンが加わったにもかかわらず前年からわずか2勝しか上積みできず、6年連続でプレーオフを逃した。ジョンソンは責任を取ってGMを辞任し、ヘッドコーチのルーク・ウォルトンも解雇。 5月13日、フランク・ヴォーゲルが新ヘッドコーチに就任した。2019年のNBAドラフトで1巡目4位の指名権を獲得した。7月6日、ニューオーリンズ・ペリカンズとのトレードでロンゾ・ボール、ブランドン・イングラム、ジョシュ・ハート、2019年のドラフト総合4位指名権を放出し、デイビスを獲得した。

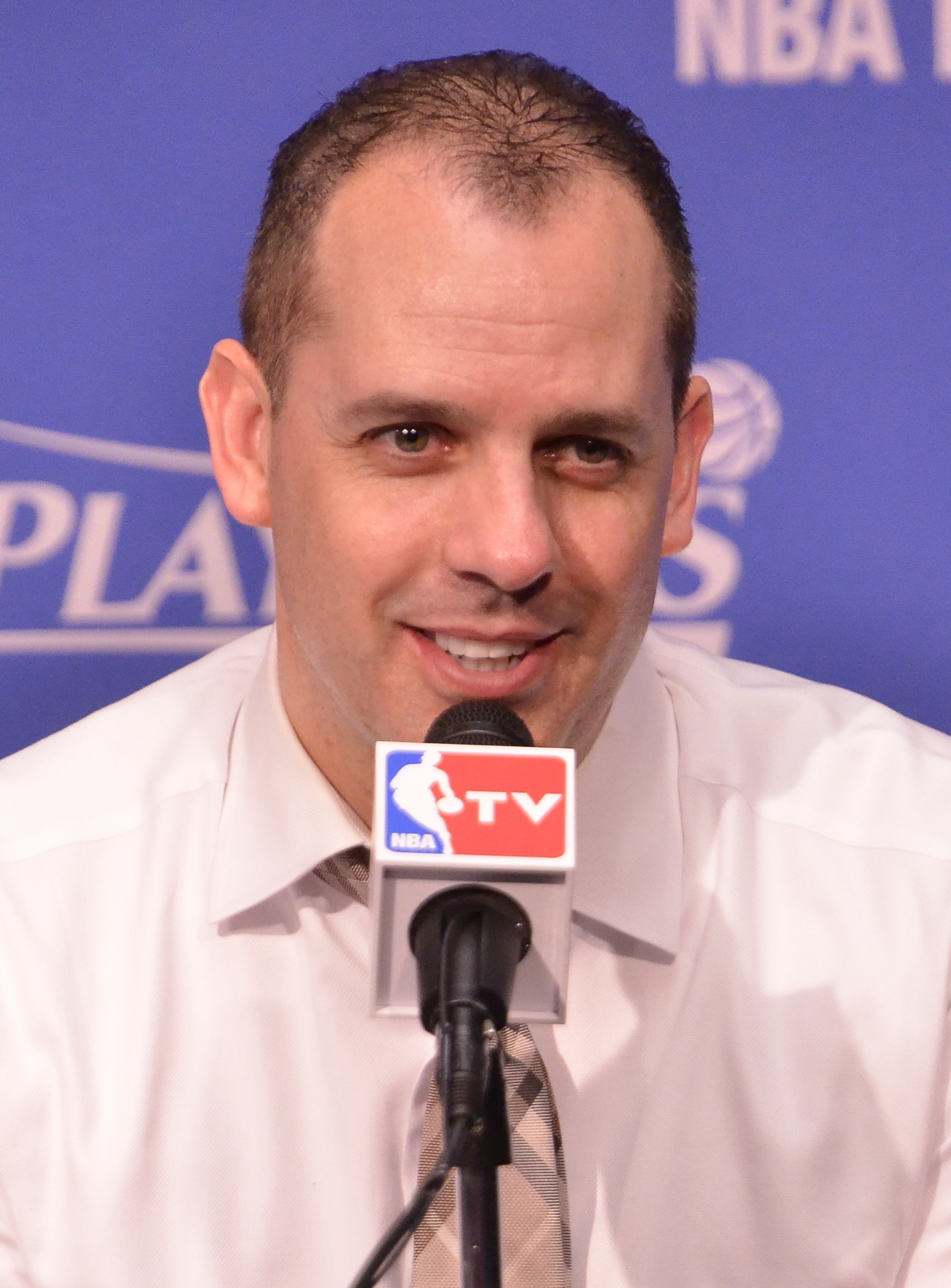
2019年よりレイカーズのヘッドコーチに就任したフランク・ヴォーゲル

2019-20シーズンはレブロンとデイビスの強力なデュオを中心に開幕から勝利を積み重ねた。2019年12月12日のオーランド・マジック戦では96対87で勝利したことにより、ロード戦12連勝を記録し、ウェスタン・カンファレンス首位をキープ。また、22勝3敗という戦績は1985-86シーズンに並ぶ球団最高記録である。ところが、順調なシーズンを送っていた2020年1月、コービー・ブライアントが不慮の飛行機事故で他界。更に3月にはCOVID-19の影響によるシーズン中断を余儀なくされるなど、試練がレイカーズを襲う。シーズンの中断後、レイカーズはレギュラーシーズンの最後の8試合に参加できるNBAバブルに招待された22チームの1つに選ばれた。そしてレイカーズは2013年以来となるプレーオフ進出を決め、52勝19敗で10年ぶりとなる第1シードを獲得した。プレーオフ1回戦ではポートランド・トレイルブレイザーズを5試合で破り、カンファレスセミファイナルのヒューストン・ロケッツ戦も5試合で破り、カンファレンス・ファイナルのデンバー・ナゲッツ戦もまたしても5試合で破って2010年以来となるNBAファイナルに進出した。ファイナルの相手はファイナル初出場となったジミー・バトラー擁するマイアミ・ヒートと対戦。結果はシリーズ4勝2敗で勝利し10年ぶりの優勝を果たした。また、レブロン・ジェームズは、キャリア4度目となるファイナルMVPに選ばれた。この優勝でレイカーズはフランチャイズ史上17回目のチャンピオンとなり、ボストン・セルティックスと並ぶ史上最多となった。そして2017年にジェリー・バスからチームを引き継いだレイカーズのオーナーである娘のジーニー・バスは、NBAチャンピオンを成し遂げた初の女性オーナーとなった。
2020-21シーズンでは、レイカーズ22番永久欠番エルジン・ベイラーが死去したことにより、レイカーズメンバーは黒い紋章をつけて出場することになった（これは2019-2020シーズンでコービー・ブライアントが亡くなった際にも同じである）。

#### Big3結成
2021-22シーズン
開始前の8月6日、レイカーズはワシントン・ウィザーズ、ブルックン・ネッツ、インディアナ・ペイサーズ、サンアントニオ・スパーズとの5チーム間の大型トレードでカイル・クーズマ、モントレズ・ハレル、ケンテイビアス・コールドウェル＝ポープ、2021年のドラフト1巡目指名権 (アイザイア・ジャクソン) を放出して、当時ワシントン・ウィザーズに所属していたラッセル・ウェストブルックを獲得し、ジェームズ、デイビス、ウェストブルックのBig3を結成させた。また、FAからレブロンの盟友でもあるカーメロ・アンソニーと契約、2020年の優勝に貢献したドワイト・ハワードもレイカーズに復帰した。しかし、このBig3はジェームズ、デイビスの怪我やウェストブルックの不調も重なり噛み合わず、プレイオフ並びにプレーイン・トーナメントを逃してしまう。
2022-2023シーズン
2023年１月23日（現地時間）、ケンドリック・ナンと3つのドラフト2巡目指名権と引き換えにワシントン・ウィザーズから八村塁を獲得。八村はレイカーズで初の日本人選手となった。しかし、チームはプレーオフ圏内に入るには厳しくミネソタ・ティンバーウルブズ、ユタ・ジャズとのトレードでラッセル・ウェストブルックをジャズにトレードし、その後ディアンジェロ・ラッセル、ジャレッド・バンダービルトらを獲得した。オースティン・リーブスの成長や八村、ラッセル、レブロンなどの活躍によりプレーイン・トーナメントを勝ち進みプレーオフに進んだ。プレーオフでは第二シードのメンフィス・グリズリーズを破り、二回戦ではステフィン・カリーのいるゴールデンステイト・ウォリアーズを破りカンファレンス・ファイナルまで辿り着いたがニコラ・ヨキッチ率いるデンバー・ナゲッツにスイープされてしまった。その後八村とリーブスは3年契約を結び、ラッセルは2年(最終年はプレイヤーオプション)の契約を結んだことにより体制維持に成功した。
2023-2024シーズン
オフにトーリアン・プリンス、ゲイブ・ビンセントらを獲得し、期待のかかるシーズンとなった。今年から導入されたNBAインシーズン・トーナメントの初代チャンピオンとなり、レブロン・ジェームズとアンソニー・デイビスがNBAオールトーナメントチームに選ばれ、レブロンが初代インシーズンMVPに選ばれた。チームはプレーオフにたどりついたものの去年と同じデンバー・ナゲッツに敗れてしまった。

#### 2024-2025シーズン ツインタワー解体、事実上世代交代へ
2024ドラフトで2巡目全体55位指名でレブロンの息子であるブロニー・ジェームズを指名し、NBA史上初となる親子でのNBA在籍、チームメートとなった。しかし去年から波に乗れなかったレイカーズはダービン・ハムHCを解任しNBA経験のあるJ・J・レディックを新たなヘッドコーチとした。
HC交代後も安定した成績を残していたレイカーズだが、2025年2月2日、NBA史に残る歴史的トレードが起こった。レブロンと共にツインタワーとして活躍したアンソニー・デイビスをダラス・マーベリックスにマックス・クリスティーとともに放出し、マーベリックスのフランチャイズプレイヤーで絶対的エースのルカ・ドンチッチとマーキーフ・モリス、マキシ・クレバーを獲得し、レイカーズは更にジェイレン・フッド＝シェフィーノと2025年2巡目指名権をユタ・ジャズに送り、ジャズは、マブスから2025年2巡目指名権を獲得した。これにより、リーグ制覇も成し遂げたツインタワーコンビは解体。事実上レブロンの後継者となるであろうドンチッチの獲得に世界中で衝撃があり、”NBA史上最も予期せぬトレードの一つ”と称された。その後ルーキーであったダルトン・コネクトとキャム・レディッシュと1巡目指名権をシャーロット・ホーネッツへホーネッツからはマーク・ウィリアムズをトレードとなったが、ウィリアムズが検査不合格となりトレードは破談となった。センター不足の中FAのアレックス・レンと契約した。
プレーオフではファーストラウンドでティンバーウルブズと対戦。1勝4敗でシーズン終了となった。

## セレブリティ
ハリウッドのそばにあるため、レイカーズの本拠地では有名な映画俳優が多数見られる。中でもジャック・ニコルソンが最も有名で彼はシーズンチケットを1967年より持っている。他によく知られているのは、デンゼル・ワシントン、ダスティン・ホフマン、アンディ・ガルシア、ペニー・マーシャル、アイス・キューブ、シルヴェスター・スタローン、マイケル・クラーク・ダンカン、ダイアン・キャノンである。
南カリフォルニアに本拠地を置くレッド・ホット・チリ・ペッパーズのメンバーも長年のレイカーズファンであることが知られている。
「Salute to "Kareem" and "Magic Johnson", a tribute to the "Showtime"-era Lakers」 というジャバーやマジック・ジョンソンの歌が彼らのアルバム Mother's Milk にある。チリペッパーズのベースのフリーにより、2005-06シーズンNBA公式HPにレイカーズのブログが書かれた。
07-08シーズンでは、プロサッカー選手であるデビッド・ベッカムがロサンゼルスチームであるギャラクシーに移籍し、多々ステイプルズセンターを訪れ妻ビクトリア夫人と共に観戦し、話題を呼んだ。

## その他

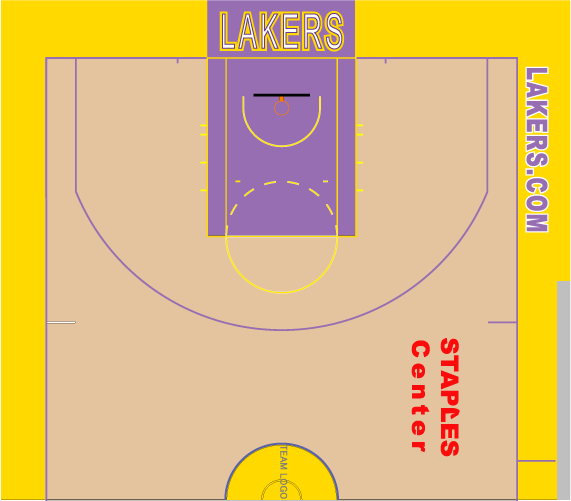
ステイプルズ・センター (現クリプト・ドットコム・アリーナ) のカラーリング

- ミネアポリス・レイカーズと呼ばれていた頃に、フォート・ウェイン・ピストンズと共に一試合の最低得点記録を持っている。1950年11月22日、対ピストンズ戦で、レイカーズは第4クォーターまでリードしていたが、ピストンズに試合をひっくり返され、19対18で負けている。これは、ショットクロックや10秒ルールなどが適用され、試合のテンポを早める工夫がされる前である。
- ミネアポリスを本拠にした最後のシーズンの1960年1月18日、セントルイスからの遠征の帰途についていたレイカーズのメンバーを乗せたダグラス DC-3は飛行途中に電気系統が故障、無線やコンパスも使えなくなった。出発地に引き返すこともできたが、失敗した場合の被害の大きさを考え、目的地を目指した。機長は北極星を目印に飛行を続けた。空港まで燃料がもたないと判断し途中の高速道路に緊急着陸しようとしたが、副操縦士から「道路には溝や石、走行中の車もあるので危険だ」とアドバイスを受けて取りやめ、畑の方が積雪により安全性が高いという副操縦士の意見から、目視で発見したアイオワ州のキャロルという小さな町のトウモロコシ畑に緊急着陸、畑に50cmほど積もった雪がクッション代わりになり、乗っていたレイカーズの選手・コーチは全員無事だった[36]  。
- 1960年にロサンゼルスに移転後以降、プレーオフに進出できなかったのはわずか9度である。
- レイカーズはホームゲームでのジャージの色が白でない唯一のチームである(金)。ただし2002-03シーズンからは日曜や祝日のホームゲームでは白のジャージを着ている。
- オーナーはジェリー・バス (現在は娘のジーニー・バスが引き継いでいる)。ジーニーはフィル・ジャクソンのガールフレンドでもある。ホームコートはロサンゼルスのダウンタウンにあるステイプルズ・センターだが、練習施設「トヨタ・センター」（浅田真央が練習をするスケートリンクもあり、NHL所属のキングスの練習場でもある）および、チームオフィスはロサンゼルス国際空港にほど近い、エルセグンドという街にある。

## シーズンごとの成績
Note: 勝 = 勝利数, 敗 = 敗戦数, % = 勝率 
| シーズン                 | 勝                       | 敗                       | %                        | プレーオフ                                                                                     | 結果 |
| ミネアポリス・レイカーズ | ミネアポリス・レイカーズ | ミネアポリス・レイカーズ | ミネアポリス・レイカーズ | ミネアポリス・レイカーズ                                                                       | ミネアポリス・レイカーズ |
| ------------------------ | ------------------------ | ------------------------ | ------------------------ | ---------------------------------------------------------------------------------------------- | --- |
| 1947-48                  | 43                       | 17                       | .717                     | 1回戦勝利 セミファイナル勝利 NBLファイナル優勝                                                 | レイカーズ 3, オールスターズ 1 レイカーズ 2, ブラックホークス 0 レイカーズ 3, ロイヤルズ 1                                                     |
| 1948-49                  | 44                       | 16                       | .733                     | 1回戦勝利 BAA準決勝勝利 BAA決勝優勝                                                            | レイカーズ 2, シカゴ 0 レイカーズ 2, ロチェスター 0 レイカーズ 4, シラキュース 2                                                               |
| 1949–50                  | 51                       | 17                       | .750                     | 1回戦勝利 ディビジョン準決勝勝利 ディビジョン決勝勝利 カンファレンス決勝勝利 NBAファイナル勝利 | レイカーズ over ロチェスター レイカーズ 2, シカゴ 0 レイカーズ 2, フォートウェイン 0 レイカーズ 2, アンダーソン 0 レイカーズ 4, シラキュース 2 |
| 1950–51                  | 44                       | 24                       | .647                     | ディビジョン準決勝勝利 ディビジョン決勝敗退                                                    | レイカーズ 2, インディアナポリス 1 ロチェスター 3 レイカーズ 1                                                                                 |
| 1951–52                  | 40                       | 26                       | .606                     | ディビジョン準決勝勝利 ディビジョン決勝勝利 NBAファイナル勝利                                  | レイカーズ 2, インディアナポリス 0 レイカーズ 3, ロチェスター 1 レイカーズ 4, ニックス 3                                                       |
| 1952–53                  | 48                       | 22                       | .686                     | ディビジョン準決勝勝利 ディビジョン決勝勝利 NBAファイナル勝利                                  | レイカーズ 2, インディアナポリス 0 レイカーズ 3, フォートウェイン 2 レイカーズ 4, ニックス 1                                                   |
| 1953–54                  | 46                       | 26                       | .639                     | 総当り戦 総当たり戦 ディビジョン決勝勝利 NBAファイナル勝利                                     | レイカーズ 3-0 over ロチェスター and フォートウェイン レイカーズ 2, ロチェスター 1 レイカーズ 4, シラキュース 3                                |
| 1954–55                  | 40                       | 32                       | .556                     | ディビジョン準決勝勝利 ディビジョン決勝敗退                                                    | レイカーズ 2, ロチェスター 1 フォートウェイン 3, レイカーズ 1                                                                                  |
| 1955–56                  | 33                       | 39                       | .458                     | 2回戦勝利 ディビジョン準決勝敗退                                                               | レイカーズ over セントルイス 2, レイカーズ 1                                                                                                   |
| 1956–57                  | 34                       | 38                       | .472                     | タイブレークゲーム敗退 ディビジョン準決勝勝利 ディビジョン決勝敗退                             | セントルイス over レイカーズ レイカーズ 2, フォートウェイン 0 セントルイス 3, レイカーズ 0                                                     |
| 1957–58                  | 19                       | 53                       | .264                     |                                                                                                | |
| 1958–59                  | 33                       | 39                       | .458                     | ディビジョン準決勝勝利 ディビジョン決勝勝利 NBAファイナル敗退                                  | レイカーズ 2, ピストンズ 1 レイカーズ 4, セントルイス 2 セルティックス 4, レイカーズ 0                                                         |
| 1959–60                  | 25                       | 50                       | .333                     | ディビジョン準決勝勝利 ディビジョン決勝敗退                                                    | レイカーズ 2, ピストンズ 0 セントルイス 4, レイカーズ 3                                                                                        |
| ロサンゼルス・レイカーズ |                          |                          |                          |                                                                                                | |
| 1960–61                  | 36                       | 43                       | .456                     | ディビジョン準決勝勝利 ディビジョン決勝敗退                                                    | レイカーズ 2, ピストンズ 0 セントルイス 4, レイカーズ 3                                                                                        |
| 1961–62                  | 54                       | 26                       | .675                     | ディビジョン決勝勝利 NBAファイナル敗退                                                         | レイカーズ 3, ピストンズ 2 セルティックス 4, レイカーズ 3                                                                                      |
| 1962–63                  | 53                       | 27                       | .663                     | ディビジョン決勝勝利 NBAファイナル敗退                                                         | レイカーズ 4, セントルイス 3 セルティックス 4, レイカーズ 2                                                                                    |
| 1963–64                  | 42                       | 38                       | .525                     | ディビジョン準決勝敗退                                                                         | セントルイス 3, レイカーズ 2 |
| 1964–65                  | 49                       | 31                       | .613                     | ディビジョン決勝勝利 NBAファイナル敗退                                                         | レイカーズ 4, ボルチモア 2 セルティックス 4, レイカーズ 1                                                                                      |
| 1965–66                  | 45                       | 35                       | .563                     | ディビジョン決勝勝利 NBAファイナル敗退                                                         | レイカーズ 4, セントルイス 3 セルティックス 4, レイカーズ 3                                                                                    |
| 1966–67                  | 36                       | 45                       | .444                     | ディビジョン準決勝敗退                                                                         | サンフランシスコ 3, レイカーズ 0 |
| 1967–68                  | 52                       | 30                       | .634                     | ディビジョン準決勝勝利 ディビジョン決勝勝利 NBAファイナル敗退                                  | レイカーズ 4, ブルズ 1 レイカーズ 4, サンフランシスコ 0 セルティックス 4, レイカーズ 3                                                         |
| 1968–69                  | 55                       | 27                       | .671                     | ディビジョン準決勝勝利 ディビジョン決勝勝利 NBAファイナル敗退                                  | レイカーズ 4, サンフランシスコ 2 レイカーズ 4, ホークス 1 セルティックス 4, レイカーズ 3                                                       |
| 1969–70                  | 46                       | 36                       | .561                     | カンファレンス準決勝勝利 カンファレンス決勝勝利 NBAファイナル敗退                              | レイカーズ 4, サンズ 3 レイカーズ 4, ホークス 0 ニックス 4, レイカーズ 3                                                                       |
| 1970–71                  | 48                       | 34                       | .585                     | カンファレンス準決勝勝利 カンファレンス決勝敗退                                                | レイカーズ 4, ブルズ 3 バックス 4, レイカーズ 1                                                                                                |
| 1971–72                  | 69                       | 13                       | .841                     | カンファレンス準決勝勝利 カンファレンス決勝勝利 NBAファイナル勝利                              | レイカーズ 4, ブルズ 0 レイカーズ 4, バックス 2 レイカーズ 4, ニックス 1                                                                       |
| 1972–73                  | 60                       | 22                       | .732                     | カンファレンス準決勝勝利 カンファレンス決勝勝利 NBAファイナル敗退                              | レイカーズ 4, ブルズ 3 レイカーズ 4, ウォリアーズ 1 ニックス 4, レイカーズ 1                                                                   |
| 1973–74                  | 47                       | 35                       | .573                     | 1回戦敗退                                                                                      | バックス 4, レイカーズ 1 |
| 1974–75                  | 30                       | 52                       | .366                     |                                                                                                | |
| 1975–76                  | 40                       | 42                       | .488                     |                                                                                                | |
| 1976–77                  | 40                       | 42                       | .488                     | 1回戦勝利 カンファレンス準決勝敗退                                                             | レイカーズ 4, ウォリアーズ 3 ブレイザーズ 4, レイカーズ 0                                                                                      |
| 1977–78                  | 45                       | 37                       | .549                     | 1回戦敗退                                                                                      | ソニックス 2, レイカーズ 1 |
| 1978–79                  | 47                       | 35                       | .573                     | 1回戦勝利 カンファレンス準決勝敗退                                                             | レイカーズ 2, ナゲッツ 1 ソニックス 4, レイカーズ 1                                                                                            |
| 1979–80                  | 60                       | 22                       | .732                     | カンファレンス準決勝勝利 カンファレンス決勝勝利 NBAファイナル勝利                              | レイカーズ 4, サンズ 1 レイカーズ 4, ソニックス 1 レイカーズ 4, シクサーズ 2                                                                   |
| 1980–81                  | 54                       | 28                       | .659                     | 1回戦敗退                                                                                      | ロケッツ 2, レイカーズ 1 |
| 1981–82                  | 57                       | 25                       | .695                     | カンファレンス準決勝勝利 カンファレンス決勝勝利 NBAファイナル勝利                              | レイカーズ 4, サンズ 0 レイカーズ 4, スパーズ 0 レイカーズ 4, シクサーズ 2                                                                     |
| 1982–83                  | 58                       | 24                       | .707                     | カンファレンス準決勝勝利 カンファレンス決勝勝利 NBAファイナル敗退                              | レイカーズ 4, ブレイザーズ 1 レイカーズ 4, スパーズ 2 シクサーズ 4, レイカーズ 0                                                               |
| 1983–84                  | 54                       | 28                       | .659                     | 1回戦勝利 カンファレンス準決勝勝利 カンファレンス決勝勝利 NBAファイナル敗退                    | レイカーズ 3, カンザスシティ 0 レイカーズ 4, マーベリックス 1 レイカーズ 4, サンズ 2 セルティックス 4, レイカーズ 3                            |
| 1984–85                  | 62                       | 20                       | .756                     | 1回戦勝利 カンファレンス準決勝勝利 カンファレンス決勝勝利 NBAファイナル勝利                    | レイカーズ 3, サンズ 0 レイカーズ 4, ブレイザーズ 1 レイカーズ 4, ナゲッツ 1 レイカーズ 4, セルティックス 2                                    |
| 1985–86                  | 62                       | 20                       | .756                     | 1回戦勝利 カンファレンス準決勝勝利 カンファレンス決勝敗退                                      | レイカーズ 3, スパーズ 0 レイカーズ 4, マーベリックス 2 ロケッツ 4, レイカーズ 1                                                               |
| 1986–87                  | 65                       | 17                       | .793                     | 1回戦勝利 カンファレンス準決勝勝利 カンファレンス決勝勝利 NBAファイナル勝利                    | レイカーズ 3, ナゲッツ 0 レイカーズ 4, ウォリアーズ 1 レイカーズ 4, ソニックス 0 レイカーズ 4, セルティックス 2                                |
| 1987-88                  | 62                       | 20                       | .756                     | 1回戦勝利 カンファレンス準決勝勝利 カンファレンス決勝勝利 NBAファイナル勝利                    | レイカーズ 3, スパーズ 0 レイカーズ 4, ジャズ 3 レイカーズ 4, マーベリックス 3 レイカーズ 4, ピストンズ 3                                      |
| 1988–89                  | 57                       | 25                       | .695                     | 1回戦勝利 カンファレンス準決勝勝利 カンファレンス決勝勝利 NBAファイナル敗退                    | レイカーズ 3, ブレイザーズ 0 レイカーズ 4, ソニックス 0 レイカーズ 4, サンズ 0 ピストンズ 4, レイカーズ 0                                      |
| 1989–90                  | 63                       | 19                       | .768                     | 1回戦勝利 カンファレンス準決勝敗退                                                             | レイカーズ 3, ロケッツ 1 サンズ 4, レイカーズ 1                                                                                                |
| 1990–91                  | 58                       | 24                       | .707                     | 1回戦勝利 カンファレンス準決勝勝利 カンファレンス決勝勝利 NBAファイナル敗退                    | レイカーズ 3, ロケッツ 0 レイカーズ 4, ウォリアーズ 1 レイカーズ 4, ブレイザーズ 2 ブルズ 4, レイカーズ 1                                      |
| 1991–92                  | 43                       | 39                       | .524                     | 1回戦敗退                                                                                      | ブレイザーズ 3, レイカーズ 1 |
| 1992–93                  | 39                       | 43                       | .476                     | 1回戦敗退                                                                                      | サンズ 3, レイカーズ 2 |
| 1993–94                  | 33                       | 49                       | .402                     |                                                                                                | |
| 1994–95                  | 48                       | 34                       | .585                     | 1回戦勝利 カンファレンス準決勝敗退                                                             | レイカーズ 3, ソニックス 1 スパーズ 4, レイカーズ 2                                                                                            |
| 1995–96                  | 53                       | 29                       | .646                     | 1回戦敗退                                                                                      | ロケッツ 3, レイカーズ 1 |
| 1996–97                  | 56                       | 26                       | .683                     | 1回戦勝利 カンファレンス準決勝敗退                                                             | レイカーズ 3, ブレイザーズ 1 ジャズ 4, レイカーズ 1                                                                                            |
| 1997–98                  | 61                       | 21                       | .744                     | 1回戦勝利 カンファレンス準決勝勝利 カンファレンス決勝敗退                                      | レイカーズ 3, ブレイザーズ 1 レイカーズ 4, ソニックス 1 ジャズ 4, レイカーズ 0                                                                 |
| 1998–99                  | 31                       | 19                       | .620                     | 1回戦勝利 カンファレンス準決勝敗退                                                             | レイカーズ 3, ロケッツ 1 スパーズ 4, レイカーズ 0                                                                                              |
| 1999–00                  | 67                       | 15                       | .817                     | 1回戦勝利 カンファレンス準決勝勝利 カンファレンス決勝勝利 NBAファイナル勝利                    | レイカーズ 3, キングス 2 レイカーズ 4, サンズ 1 レイカーズ 4, ブレイザーズ 3 レイカーズ 4, ペイサーズ 2                                        |
| 2000–01                  | 56                       | 26                       | .683                     | 1回戦勝利 カンファレンス準決勝勝利 カンファレンス決勝勝利 NBAファイナル勝利                    | レイカーズ 3, ブレイザーズ 0 レイカーズ 4, キングス 0 レイカーズ 4, スパーズ 0 レイカーズ 4, シクサーズ 1                                      |
| 2001–02                  | 58                       | 24                       | .707                     | 1回戦勝利 カンファレンス準決勝勝利 カンファレンス決勝勝利 NBAファイナル勝利                    | レイカーズ 3, ブレイザーズ 0 レイカーズ 4, スパーズ 1 レイカーズ 4, キングス 3 レイカーズ 4, ネッツ 0                                          |
| 2002–03                  | 50                       | 32                       | .610                     | 1回戦勝利 カンファレンス準決勝敗退                                                             | レイカーズ 4, ウルブズ 2 スパーズ 4, レイカーズ 2                                                                                              |
| 2003–04                  | 56                       | 26                       | .683                     | 1回戦勝利 カンファレンス準決勝勝利 カンファレンス決勝勝利 NBAファイナル敗退                    | レイカーズ 4, ロケッツ 1 レイカーズ 4, スパーズ 2 レイカーズ 4, ウルブズ 2 ピストンズ 4, レイカーズ 1                                          |
| 2004–05                  | 34                       | 48                       | .415                     |                                                                                                | |
| 2005–06                  | 45                       | 37                       | .549                     | 1回戦敗退                                                                                      | サンズ 4, レイカーズ 3 |
| 2006–07                  | 42                       | 40                       | .512                     | 1回戦敗退                                                                                      | サンズ 4, レイカーズ 1 |
| 2007–08                  | 57                       | 25                       | .695                     | 1回戦勝利 カンファレンス準決勝勝利 カンファレンス決勝勝利 NBAファイナル敗退                    | レイカーズ 4, ナゲッツ 0 レイカーズ 4, ジャズ 2 レイカーズ 4, スパーズ 1 セルティックス 4, レイカーズ 2                                        |
| 2008–09                  | 65                       | 17                       | .793                     | 1回戦勝利 カンファレンス準決勝勝利 カンファレンス決勝勝利 NBAファイナル勝利                    | レイカーズ 4, ジャズ 1 レイカーズ 4, ロケッツ 3 レイカーズ 4, ナゲッツ 2 レイカーズ 4, マジック 1                                              |
| 2009–10                  | 57                       | 25                       | .695                     | 1回戦勝利 カンファレンス準決勝勝利 NBAファイナル勝利                                           | レイカーズ 4, サンダー 2 レイカーズ 4, ジャズ 0 レイカーズ 4, サンズ 2 レイカーズ 4, セルティックス 3                                          |
| 2010–11                  | 57                       | 25                       | .695                     | 1回戦勝利 カンファレンス準決勝敗退                                                             | レイカーズ 4, ホーネッツ 2 マーベリックス 4, レイカーズ 0                                                                                      |
| 2011–12                  | 41                       | 25                       | .621                     | 1回戦勝利 カンファレンス準決勝敗退                                                             | レイカーズ 4, ナゲッツ 3 サンダー 4, レイカーズ 1                                                                                              |
| 2012–13                  | 45                       | 37                       | .549                     | 1回戦敗退                                                                                      | スパーズ 4, レイカーズ 0 |
| 2013–14                  | 27                       | 55                       | .329                     |                                                                                                | |
| 2014–15                  | 21                       | 61                       | .256                     |                                                                                                | |
| 2015–16                  | 17                       | 65                       | .207                     |                                                                                                | |
| 2016–17                  | 26                       | 56                       | .317                     |                                                                                                | |
| 2017–18                  | 35                       | 47                       | .427                     |                                                                                                | |
| 2018–19                  | 37                       | 45                       | .427                     |                                                                                                | |
| 2019–20                  | 52                       | 19                       | .732                     | 1回戦勝利 カンファレンス準決勝勝利 カンファレンス決勝勝利 NBAファイナル勝利                    | レイカーズ 4, ブレイザーズ 1 レイカーズ 4, ロケッツ 1 レイカーズ 4, ナゲッツ 1 レイカーズ 4, ヒート 2                                          |
| 2020–21                  | 42                       | 30                       | .583                     | 1回戦敗退                                                                                      | サンズ 4, レイカーズ 2 |
| 2021–22                  | 33                       | 49                       | .402                     |                                                                                                | |
| 2022–23                  | 43                       | 39                       | .524                     | 1回戦勝利 カンファレンス準決勝勝利 カンファレンス決勝敗退                                      | レイカーズ 4, グリズリーズ 2 レイカーズ 4, ウォリアーズ 2 レイカーズ 0, ナゲッツ 4                                                             |
| 2023–24                  | 47                       | 35                       | .573                     | 1回戦敗退                                                                                      | ナゲッツ 4, レイカーズ 1 |
| 通算勝敗                 | 3,550                    | 2,454                    | .591                     |                                                                                                | |
| プレイオフ               | 467                      | 318                      | .595                     | 優勝17回                                                                                       | |

## フランチャイズとNBA記録
2020-21シーズン終了時点で、レイカーズはNBAで2番目の最多勝利（3,427）および勝率（.595）を誇る。また、最も多くNBAファイナルに出場し（31回）、優勝回数は歴代2位の17回である。レイカーズはまた、アメリカのプロチームの中で最も長い連勝記録33を持っている。プレーオフを逃したこともわずか10回（2019年時点）しかない。

## 主な選手

### 保有するドラフト交渉権
レイカーズは、NBA以外のリーグでプレーしている以下の未契約ドラフト指名選手の交渉権を保有している。ドラフトで指名された選手（海外出身の選手または大学選手で、ドラフトで指名したチームと契約していない選手）は、NBA以外のどのチームとでも契約することが認められており、この場合、そのチームは、その選手のNBA以外のチームとの契約が終了してから1年後まで、その選手のNBAでの交渉権を保持することになる。このリストには、他球団とのトレードで獲得した交渉権も含まれている。
| ドラフト年 | 巡目 | 指名順 | 選手               | Pos. | 国籍         | 現所属チーム                            | 注釈                           | 参照   |
| ---------- | ---- | ------ | ------------------ | ---- | ------------ | --------------------------------------- | ------------------------------ | ------ |
| 2009年     | 2    | 59     | シネメル・イロヌー | F/C  | ナイジェリア | カピタネス・デ・アレシボ (プエルトリコ) |                                | [ 39 ] |
| 2014年     | 2    | 57     | ルイス・ラベイリ   | F/C  | フランス     | バレンシア・バスケット (スペイン)       | ニューヨーク・ニックスから獲得 | [ 40 ] |

### 歴代ドラフト指名
レイカーズは歴史上で今まで3回、ドラフト全体1位で指名しており: エルジン・ベイラー (1958年)、マジック・ジョンソン (1979年)、ジェームズ・ウォージー (1982年)、また、ロッタリーピックでの指名はこれまで6回しかない: エディ・ジョーンズ (1994年に全体10位指名)、アンドリュー・バイナム (2005年に全体10位指名)、ジュリアス・ランドル (2014年に全体7位指名)、ディアンジェロ・ラッセル (2015年に全体2位指名)、ブランドン・イングラム (2016年に全体2位指名)、ロンゾ・ボール (2017年に全体2位指名)である。その他の主な指名選手としては、1960年代にジェリー・ウェストとゲイル・グッドリッチ、1970年代にマイケル・クーパーとノーム・ニクソン、1980年代にA.C.グリーンとブラデ・ディバッツ、1990年代にエルデン・キャンベル、ニック・ヴァン・エクセル、デレック・フィッシャー、デヴィン・ジョージ、2000年代にルーク・ウォルトン、サーシャ・ブヤチッチ、ロニー・トゥリアフなどが挙げられる。

## 殿堂入りと永久欠番
レイカーズには、39人 (選手29人、ヘッドコーチ5人、アシスタントコーチ1人、貢献者4人) が殿堂入りとなっている。

### 殿堂入り
| ロサンゼルス・レイカーズ殿堂入り | ロサンゼルス・レイカーズ殿堂入り | ロサンゼルス・レイカーズ殿堂入り | ロサンゼルス・レイカーズ殿堂入り | ロサンゼルス・レイカーズ殿堂入り | ロサンゼルス・レイカーズ殿堂入り | ロサンゼルス・レイカーズ殿堂入り | ロサンゼルス・レイカーズ殿堂入り | ロサンゼルス・レイカーズ殿堂入り            | ロサンゼルス・レイカーズ殿堂入り |
| 選手                             | 選手                             | 選手                             | 選手                             | 選手                             | 選手                             | 選手                             | 選手                             | 選手                                        | 選手                             |
| No.                              | 名前                             | ポジション                       | 在籍期間                         | 殿堂入り年                       | No.                              | 名前                             | ポジション                       | 在籍期間                                    | 殿堂入り年                       |
| -------------------------------- | -------------------------------- | -------------------------------- | -------------------------------- | -------------------------------- | -------------------------------- | -------------------------------- | -------------------------------- | ------------------------------------------- | -------------------------------- |
| 99                               | ジョージ・マイカン 1             | C                                | 1948–1954 1955–1956              | 1959                             | 22                               | エルジン・ベイラー               | F                                | 1958–1971                                   | 1977                             |
| 17                               | ジム・ポラード 2                 | F                                | 1948–1955                        | 1978                             | 13                               | ウィルト・チェンバレン           | C                                | 1968–1973                                   | 1979                             |
| 44                               | ジェリー・ウェスト 3 5           | G                                | 1960–1974                        | 1980                             | 22                               | スレーター・マーティン           | G                                | 1949–1956                                   | 1982                             |
| 34                               | クライド・ラブレット             | FC                               | 1953–1957                        | 1988                             | 42                               | コニー・ホーキンズ               | FC                               | 1973–1975                                   | 1992                             |
| 19                               | ヴァーン・ミッケルセン           | F                                | 1949–1959                        | 1995                             | 33                               | カリーム・アブドゥル＝ジャバー   | C                                | 1975–1989                                   | 1995                             |
| 25                               | ゲイル・グッドリッチ             | G                                | 1965–1968 1970–1976              | 1996                             | 11                               | ボブ・マカドゥー                 | FC                               | 1981–1985                                   | 2000                             |
| 32                               | マジック・ジョンソン 4 6         | G                                | 1979–1991 1996                   | 2002                             | 42                               | ジェームズ・ウォージー           | F                                | 1982–1994                                   | 2003                             |
| 4                                | エイドリアン・ダントリー         | F                                | 1977–1979                        | 2008                             | 11                               | カール・マローン 7               | F                                | 2003–2004                                   | 2010                             |
| 73                               | デニス・ロッドマン               | F                                | 1999                             | 2011                             | 52                               | ジャマール・ウィルクス           | F                                | 1977–1985                                   | 2012                             |
| 20                               | ゲイリー・ペイトン               | G                                | 2003–2004                        | 2013                             | 23                               | ミッチ・リッチモンド             | G                                | 2001–2002                                   | 2014                             |
| 31                               | スペンサー・ヘイウッド           | F                                | 1979–1980                        | 2015                             | 31                               | ゼルモ・ビーティ                 | C                                | 1974–1975                                   | 2016                             |
| 34                               | シャキール・オニール             | C                                | 1996–2004                        | 2016                             | 11                               | チャーリー・スコット             | G                                | 1977–1978                                   | 2018                             |
| 10                               | スティーブ・ナッシュ             | G                                | 2012–2015                        | 2018                             | 12                               | ブラデ・ディバッツ               | C                                | 1989–1996 2004–2005                         | 2019                             |
| 8 24                             | コービー・ブライアント           | G                                | 1996–2016                        | 2020                             | 23                               | ルー・ハドソン                   | G/F                              | 1977-1979                                   | 2022                             |
| 16                               | パウ・ガソル                     | F/C                              | 2008–2014                        | 2023                             | 5                                | ディック・バーネット             | G                                | 1962–1965                                   | 2024                             |
| 21                               | マイケル・クーパー               | G                                | 1978–1990                        | 2024                             |                                  |                                  |                                  |                                             |                                  |
| コーチ                           |                                  |                                  |                                  |                                  |                                  |                                  |                                  |                                             |                                  |
| 名前                             | 名前                             | ポジション                       | 在籍期間                         | 殿堂入り年                       |                                  | 名前                             | ポジション                       | 在籍期間                                    | 殿堂入り年                       |
| ジョン・クンドラ                 | ジョン・クンドラ                 | HC                               | 1948–1957 1958–1959              | 1995                             | ビル・シャーマン                 | ビル・シャーマン                 | HC                               | 1971–1976                                   | 2004                             |
| フィル・ジャクソン               | フィル・ジャクソン               | HC                               | 1999–2004 2005–2011              | 2007                             | 12                               | パット・ライリー 8               | AS HC                            | 1979–1981 (アシスタント) 1981–1990 (ヘッド) | 2008                             |
| テックス・ウィンター             | テックス・ウィンター             | AS                               | 1999–2008                        | 2011                             | ルディ・トムヤノビッチ           | ルディ・トムヤノビッチ           | HC                               | 2004–2005                                   | 2020                             |
| その他                           |                                  |                                  |                                  |                                  |                                  |                                  |                                  |                                             |                                  |
| 名前                             | 名前                             | ポジション                       | 在籍期間                         | 殿堂入り年                       |                                  | 名前                             | ポジション                       | 在籍期間                                    | 殿堂入り年                       |
| ピート・ニューウェル 9           | ピート・ニューウェル 9           | GM                               | 1972–1976                        | 1979                             |                                  | チック・ハーン                   | アナウンサー                     | 1961–2002                                   | 2003                             |
| ジェリー・バス                   | ジェリー・バス                   | オーナー                         | 1979–2013                        | 2010                             | デル・ハリス                     | デル・ハリス                     | ヘッドコーチ                     | 1994-1999                                   | 2022                             |
| ジェリー・ウェスト               | ジェリー・ウェスト               | GM                               | 1982-2000                        | 2024                             |                                  |                                  |                                  |                                             |                                  |

注釈:
- 1 1957年から1958年にかけてはコーチも務めた。
- 2 1960年にはコーチも務めた。
- 3 1976年から1979年にかけてはコーチも務めた
- 4 1994年にはコーチも務めた。
- 5 ウェストは1960年のオリンピックチームのメンバーとしても殿堂入りを果たしている。
- 6 ジョンソンは1992年のオリンピックチームのメンバーとしても殿堂入りを果たしている。
- 7 マローンは1992年のオリンピックチームのメンバーとしても殿堂入りを果たしている。
- 8 1970年から1975年まで選手として同チームでプレーした。
- 9 ニューウェルは1960年のオリンピックチームのメンバーとしても殿堂入りを果たしている。

### FIBA殿堂入り
| ロサンゼルス・レイカーズ殿堂入り | ロサンゼルス・レイカーズ殿堂入り | ロサンゼルス・レイカーズ殿堂入り | ロサンゼルス・レイカーズ殿堂入り | ロサンゼルス・レイカーズ殿堂入り |
| 選手                             | 選手                             | 選手                             | 選手                             | 選手                             |
| No.                              | 名前                             | ポジション                       | 在籍期間                         | 殿堂入り年                       |
| -------------------------------- | -------------------------------- | -------------------------------- | -------------------------------- | -------------------------------- |
| 12                               | ブラデ・ディバッツ               | C                                | 1989–1996 2004–2005              | 2010                             |
| 34                               | シャキール・オニール             | C                                | 1996–2004                        | 2017                             |
| 10                               | スティーブ・ナッシュ             | G                                | 2012–2015                        | 2020                             |

### 永久欠番
レイカーズでは、選手と放送局の名誉を称え、14の背番号と1人のアナウンサーを永久欠番にさせた。
| ロサンゼルス・レイカーズの永久欠番 | ロサンゼルス・レイカーズの永久欠番 | ロサンゼルス・レイカーズの永久欠番 | ロサンゼルス・レイカーズの永久欠番 | ロサンゼルス・レイカーズの永久欠番 |
| No.                                | 選手                               | ポジション                         | 在籍期間                           | 式典日                             |
| ---------------------------------- | ---------------------------------- | ---------------------------------- | ---------------------------------- | ---------------------------------- |
| 8                                  | コービー・ブライアント             | G                                  | 1996–2006                          | 2017年12月18日                     |
| 13                                 | ウィルト・チェンバレン             | C                                  | 1968–1973                          | 1983年11月9日                      |
| 16                                 | パウ・ガソル                       | F                                  | 2008–2014                          | 2023年3月7日                       |
| 21                                 | マイケル・クーパー                 | G                                  | 1978–1990                          | 2025年1月13日                      |
| 22                                 | エルジン・ベイラー                 | F                                  | 1958–1971                          | 1983年11月9日                      |
| 24                                 | コービー・ブライアント             | G                                  | 2006–2016                          | 2017年12月18日                     |
| 25                                 | ゲイル・グッドリッチ               | G                                  | 1965–1968 1970–1976                | 1996年11月20日                     |
| 32                                 | マジック・ジョンソン               | G                                  | 1979–1991 1996                     | 1992年2月16日                      |
| 33                                 | カリーム・アブドゥル＝ジャバー     | C                                  | 1975–1989                          | 1990年3月20日                      |
| 34                                 | シャキール・オニール               | C                                  | 1996–2004                          | 2013年4月2日                       |
| 42                                 | ジェームズ・ウォージー             | F                                  | 1982–1994                          | 1995年12月10日                     |
| 44                                 | ジェリー・ウェスト                 | G                                  | 1960–1974                          | 1983年11月19日                     |
| 52                                 | ジャマール・ウィルクス             | F                                  | 1977–1985                          | 2012年12月28日                     |
| 99                                 | ジョージ・マイカン                 | C                                  | 1948–1954 1955–1956                | 2022年10月31日                     |
|                                    | チック・ハーン                     | 専属アナウンサー                   | 1961–2002                          | 2002年12月2日                      |

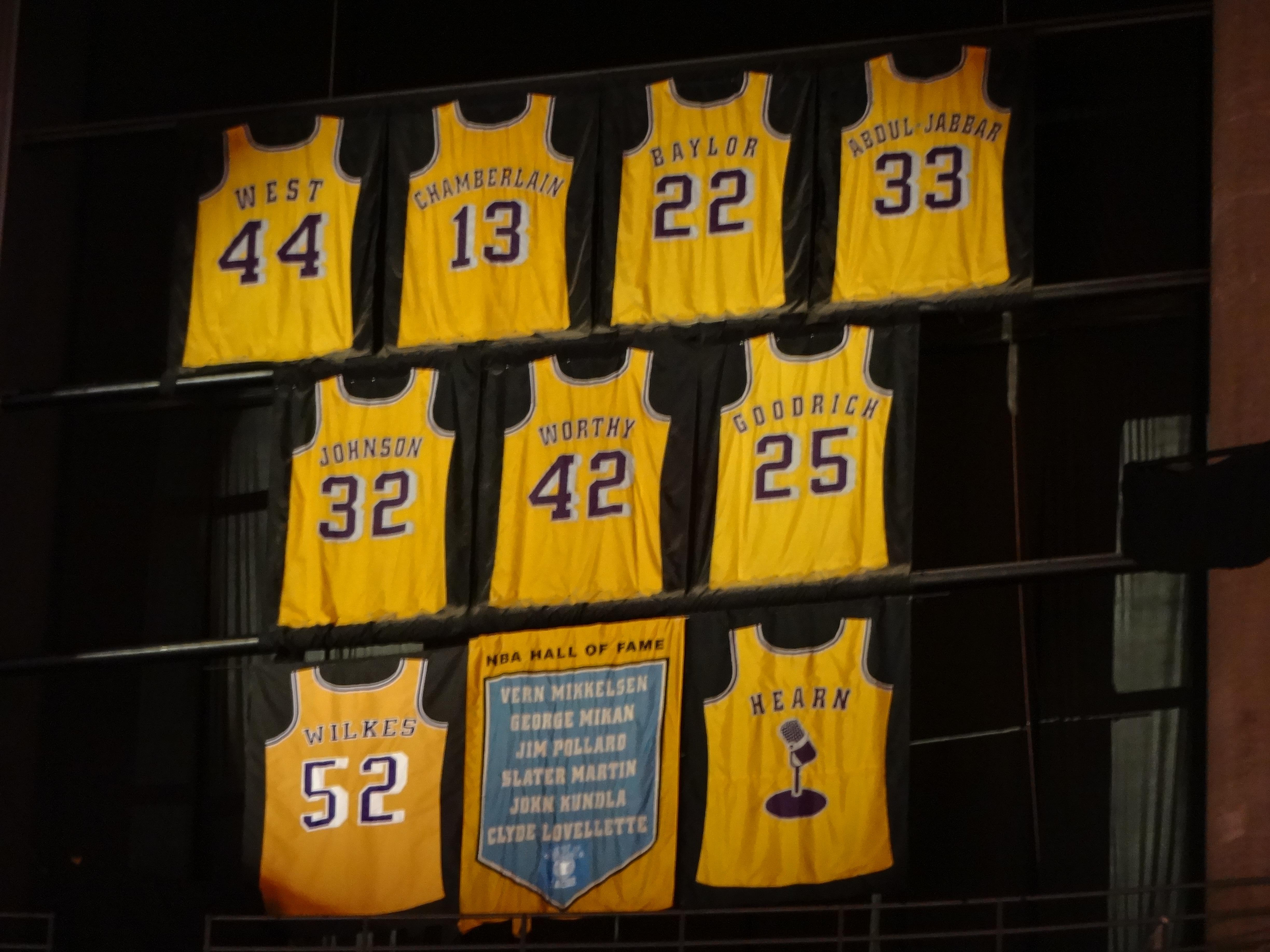
当時のステイプルズ・センター内に吊るされたレイカーズの永久欠番 (2013年)

また、ミネアポリス時代にフランチャイズの成功に貢献した数名の選手やコーチは、フランチャイズによって背番号は永久欠番にさせてはいないものの、ミネアポリス・レイカーズの名誉 (Honored Minneapolis Lakers) として表彰されている。
| ミネアポリス・レイカーズの名誉ナンバー | ミネアポリス・レイカーズの名誉ナンバー | ミネアポリス・レイカーズの名誉ナンバー | ミネアポリス・レイカーズの名誉ナンバー | ミネアポリス・レイカーズの名誉ナンバー |
| No.                                    | 選手                                   | ポジション                             | 在籍期間                               |                                        |
| -------------------------------------- | -------------------------------------- | -------------------------------------- | -------------------------------------- | -------------------------------------- |
| 17                                     | ジム・ポラード                         | F                                      | 1948–1955                              |                                        |
| 19                                     | ヴァーン・ミッケルセン                 | F                                      | 1949–1959                              |                                        |
| 22                                     | スレーター・マーティン                 | G                                      | 1949–1956                              |                                        |
| 34                                     | クライド・ラブレット                   | F/C                                    | 1953–1957                              |                                        |
| 99                                     | ジョージ・マイカン                     | C                                      | 1948–1954 1955–1956                    |                                        |
| ジョン・クンドラ                       | ジョン・クンドラ                       | ヘッドコーチ                           | 1948–1957 1958–1959                    |                                        |

## 歴代ヘッドコーチ
- ジョン・クンドラ (John Kundla) (1948-58, 1959) ※ミネアポリス・レイカーズの頃のコーチ。殿堂入り。
- フレッド・シャウス (Fred Schaus) (1960-67, 1962-63, 1965-66)
- ブッチ・ヴァン・ブレダ・コルフ (Butch van Breda Kolff) (1967-69)
- ジョー・マラニー (Joe Mullaney) (1969-71)
- ビル・シャーマン (Bill Sharman) (1971-76) ※2度殿堂入り
- ポール・ウェストヘッド (Paul Westhead) (1979-81)
- パット・ライリー (Pat Riley) (1981-90) ※4回の優勝と0.733という勝率を記録
- マイク・ダンリービー (Mike Dunleavy) (1990-92)
- ランディ・ポンド (Randy Pfund) (1992-94)
- マジック・ジョンソン (Magic Johnson) (1994)
- デル・ハリス (Del Harris) (1994-99)
- ルディ・トムヤノビッチ (Rudy Tomjanovich) (2004-05)
- フィル・ジャクソン (Phil Jackson) (1999-2004, 2005-2011)
- マイク・ブラウン (Mike Brown) (2011-2012)
- マイク・ダントーニ (Mike D'Antoni) (2012-2014)
- バイロン・スコット (Byron Scott) (2014-2016)
- ルーク・ウォルトン (Luke Walton) (2016-2019)
- フランク・ヴォーゲル (Frank Vogel)(2019-2022)
- ダービン・ハム (Darvin Ham)(2022-2024)
- J・J・レディック (JJ Redick)(2024- )